# Солок
Солок (индон. Solok) — город в Индонезии, входит в состав провинции Западная Суматра. Территория города выделена в самостоятельную административную единицу — муниципалитет.

## Географическое положение

Муниципалитет Солок

Город находится в центральной части провинции, на западе острова Суматра, на высоте 551 метра над уровнем моря.

Солок расположен на расстоянии приблизительно 33 километров к востоку-северо-востоку (ENE) от Паданга, административного центра провинции.

## Административное деление
Территория муниципалитета Солок административно подразделяется на два района (kecamatan), которые в свою очередь делятся на 13 сельских поселений (kelurahan). Общая площадь муниципалитета — 57,64 км².

## Население
По данным официальной переписи 2010 года, население составляло 58 312 человек.
Динамика численности населения города по годам:
| 2000   | 2005   | 2010   | 2012   |
| ------ | ------ | ------ | ------ |
| 46 883 | 54 049 | 58 312 | 60 402 |

## Транспорт
Ближайший крупный аэропорт расположен в городе Паданг.